# Айше Султан
Айше Султан (на турски: Ayşe Sultan) († 1605) е дъщеря на османския султан Мурад III и неговата наложница Сафийе Султан.
Родена около 1570 г. тя е най-голямата, а също и любимата тяхна дъщеря. След смъртта на дядо ѝ Селим II през 1574 г. Айше заедно с целия харем на баща ѝ се преместват от Маниса в двореца Топкапъ в Истанбул. По настояване на майка си тя получава добро образование.
През май 1586 г. Айше е омъжена за босненеца Ибрахим паша Дамат, три пъти велик везир на Османската империя. След сватбата, отбелязана със седемдневна пищна церемония, тя заживява в собствен дворец, но често посещава родителите си в Топкапъ. През 1595 г. със смъртта на баща ѝ Мурад и възкачването на трона на брат ѝ Мехмед III, всички останали около деветнадесет братя на Айше според традицията са умъртвени, за да се избегнат възможни размирици и претенции за властта. Майка ѝ Сафийе Султан получава огромна власт като майка на султана и по молба на Айше още през следващата 1596 година нейният съпруг Ибрахим паша е назначен за велик везир.
След като съпругът ѝ умира през юли 1601 г. пред стените на Белград, Айше остава бездетна вдовица и се омъжва повторно за новоназначения велик везир Хасан паша Йемеши Дамат, роден в Ругова също като предния ѝ съпруг в християнско семейство. От този брак Айше ражда единственото си дете през 1603 г. През същата 1603 г. обаче брат ѝ султан Мехмед III решава да екзекутира съпруга ѝ. Айше моли майка си и брат си да го пощадят като обещава в замяна да замине с мъжа си в Мека без да създават повече никакви неприятности, но султанът ѝ отговаря, че ако настоява, може и тя да придружи съпруга си в смъртта. Така Хасан паша е убит, а през 1604 г. Айше се омъжва за трети път – този път за Гюзелдже Махмуд паша, но бракът е кратък, защото на 15 май 1605 г. тя умира. Погребана е в тюрбето на брат си Мехмед III в „Света София“.
Айше Султан е известна с благотворителната си дейност. В завещанието си тя се разпорежда всичките ѝ робини и роби да бъдат освободени; да се изплатят 10 000 акчета за погасяване на дълговете на затворени в тъмниците длъжници, дължащи суми под 500 акчета; други 2000 акчета завещава на бедните, болните и сираците в сиропиталищата; солидна сума отделя за откуп на взети в плен мюсюлмански жени, а останалите си пари оставя на бедните в свещените градове Мека, Медина и Йерусалим.